# Zentrale Militärkommission

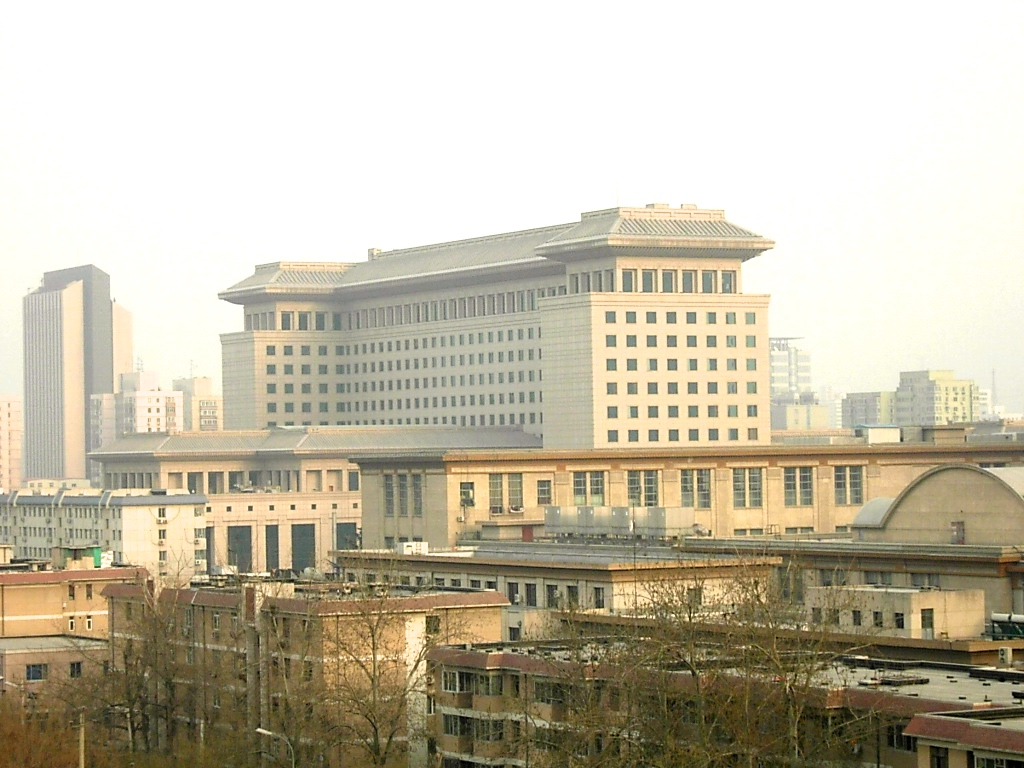
Die Zentrale Militärkommission hat ihren Sitz im VBA-Gebäude in Peking

Die Zentrale Militärkommission, kurz ZMK (chinesisch 中央軍事委員會 / 中央军事委员会, Pinyin Zhōngyāng Jūnshì Wěiyuánhuì) ist das höchste militärische Führungsorgan der KPCh und VR China. Mit ihren 15 Abteilungen erfüllt sie im Wesentlichen dieselben Aufgaben wie in anderen Ländern das Verteidigungsministerium. Das Verteidigungsministerium der Volksrepublik China dient hingegen nur formalen Repräsentationszwecken.

## Geschichte

### Republik
Seit der Gründung der Whampoa-Militärakademie 1924 hatte sich eine zunehmende Zahl von Mitgliedern der Kommunistischen Partei Chinas mit der Arbeit unter Soldaten befasst, so zum Beispiel Zhou Enlai als Dozent an der Politischen Abteilung der Akademie. Vor diesem Hintergrund schlug Wang Yifei (王一飞, 1898–1928), der seit Februar 1925 an der Frunse-Militärakademie in Moskau studiert hatte, dem damaligen Generalsekretär Chen Duxiu im September 1925 vor, in der KPCh eine spezielle Militärkommission zu schaffen. Chen akzeptierte den Vorschlag, und im Oktober 1925 beschloss das 4. Zentrale Exekutivkomitee (die Parteigliederung, die seit 1927 „Zentralkomitee“ genannt wird) die Gründung einer „Zentralen Kommission für militärspezifische Aktivitäten“ (Zhōngyāng Jūnshì Yùndòng Wěiyuánhuì 中央军事运动委员会). Mit den Vorbereitungsarbeiten wurden Wang Yifei und sein Moskauer Kommilitone Yan Changyi (颜昌颐, 1898–1929) beauftragt, der erste Leiter der Kommission war Zhang Guotao. Im Dezember 1925 wurde der Name der Parteigliederung in „Zentrale Militärabteilung“ (Zhōngyāng Jūnshìbù 中央军事部) geändert, neuer Leiter wurde Generalmajor Zhou Enlai.
Während des am 9. Juli 1926 begonnenen Feldzugs der Kuomintang gegen die Beiyang-Regierung und die Nördlichen Militaristen leisteten die von der KPCh organisierten Arbeiter und Bauern einen beträchtlichen Beitrag zum militärischen Sieg und damit zur Wiedervereinigung Chinas.
Die größere Bedeutung der Militärarbeit fand Ende 1926 ihren formalen Ausdruck in der Umbenennung der Militärabteilung in „Zentrale Militärkommission“ (Zhōngyāng Jūnshì Wěiyuánhuì 中央军事委员会), wie sie bis heute heißt. Die Leitung hatte weiterhin Zhou Enlai inne, sein offizieller Titel war nun „Sekretär“ (shūjì 书记). Nach dem Bruch mit der Kuomintang und dem von Zhu De, Zhou Enlai und Liu Bocheng geleiteten Nanchang-Aufstand am 1. August 1927 zogen sich die der KPCh nahestehenden Einheiten der Nationalrevolutionären Armee in das Jinggang-Gebirge an der Grenze zwischen Jiangxi und Hunan zurück. Dort traf Anfang Oktober auch Mao Zedong nach dem gescheiterten Herbsternte-Aufstand mit seinen 1000 Mann ein.
Nach Vereinigung aller Truppenteile hatte die Rote Armee im April 1928 eine Stärke von 10.000 Mann. Nach dem 6. Parteitag der KPCh, der aus Sicherheitsgründen in Moskau stattfand, wurde die Zentrale Militärkommission im Juli 1928 wieder in „Zentrale Militärabteilung“ umbenannt. Abteilungsleiter wurde zunächst Yang Yin (杨殷, 1898–1929). Nach dessen Tod am 30. August 1929 übernahm Zhou Enlai erneut die Leitung der Militärabteilung.
Die Basis im Jinggang-Gebirge musste im Dezember 1928 geräumt werden, Mao Zedong und Zhu De zogen sich mit ihren Truppen in das Grenzgebiet Jiangxi–Fujian–Guangdong zurück. Kleinere Basen wurden in Zentralchina eingerichtet. 1930 gab es insgesamt 15 solcher Militärbasen, die Rote Armee war auf 60.000 bis 70.000 Mann angewachsen. Darunter befanden sich viele bildungsferne Bauernburschen, Männer, die nach dem Ausbruch der Weltwirtschaftskrise 1929 ihre Arbeit in Fabriken verloren und sich der Roten Armee mehr aus Verzweiflung denn aus politischer Überzeugung angeschlossen hatten. Im Dezember 1929 verfasste Mao Zedong in Gutian für den 9. Parteitag des 4. Armeekorps (Zhu De), dessen Politkommissar er war, den einflussreichen Aufsatz „Über die Berichtigung falscher Ansichten in der Partei“ (纠正党内错误思想). Dort wies er unter anderem auf Disziplinlosigkeit, Subjektivismus und Individualismus in der Truppe hin und betonte die Notwendigkeit, das Militär der Politik unterzuordnen.
Der Text des Aufsatzes wurde am 29. Dezember als Abschlussdokument der Konferenz verabschiedet und galt damit zunächst für das 4. Armeekorps.
Im März 1930 folgte das Zentralkomitee der Kommunistischen Partei Chinas Maos Empfehlungen, benannte die Militärabteilung wieder in „Zentrale Militärkommission“ um und bestimmte, dass dieses Parteiorgan die höchste Kommandoinstanz für militärische Angelegenheiten war. Damit war der Primat der Politik, die absolute Kontrolle der Armee durch die Partei formal festgeschrieben. Als Sekretär der Zentralen Militärkommission fungierte weiterhin Zhou Enlai.
Am 7. November 1931, dem 14. Jahrestag der Oktoberrevolution, riefen die 610 Delegierten des 1. Allchinesischen Sowjetkongresses in Ruijin die Chinesische Sowjetrepublik (Zhōnghuá Sūwéi’āi Gònghéguó 中华苏维埃共和国) aus. Dies war ein richtiggehender Staat, mit einer Verfassung, einer eigenen Währung (mit Lenin auf dem 1 Yuan-Schein) und eigenen Finanzämtern.
Als Verteidigungsministerium der jungen Republik fungierte die Zentrale Militärkommission, ab dem 25. November 1931 „Zentrale Revolutionäre Militärkommission“ (Zhōngyāng Gémìng Jūnshì Wěiyuánhuì 中央革命军事委员会) genannt. Ihr Vorsitzender war nun Generalleutnant Zhu De, seine Stellvertreter Wang Jiaxiang (王稼祥, 1906–1974) und Generalleutnant Peng Dehuai. Die Kommission hatte ursprünglich sechs Abteilungen:
- Militärische Operationen (Zuòzhàn Kē 作战科)
- Aufklärung (Zhēnchá Kē 侦察科)
- Transport (Jiāotōng Kē 交通科)
- Mobilmachung (Dòngyuán Kē 动员科)
- Ausbildung (Jiàoyù Kē 教育科)
- Verwaltung (Guǎnlǐ Kē 管理科)

In den folgenden Jahren wurde die Organisation wesentlich feingliedriger, mit Abteilungen für Geodäsie (Dìmiàn Zhēnchá Kē 地面侦察科), Verschlüsselung und Entschlüsselung von Funknachrichten (Jīyào Yìdiàn Kē 机要译电科) etc.
Als sich im Dezember 1936 nach dem Langen Marsch die 2. und die 4. Frontarmee der Roten Arbeiter- und Bauernarmee Chinas mit der 1. Frontarmee in Yan’an vereinigte, übernahm Mao Zedong, bis dahin Politkommissar (Zhèngzhì Wěiyuán 政治委员) bei der 1. Frontarmee, den Vorsitz der Zentralen Revolutionären Militärkommission.
Nach dem 7. Parteitag der KPCh in Yan’an (23. April bis 11. Juni 1945), auf dem Mao seine Führungsrolle zementierte, wurde die Militärkommission im August 1945 im Zusammenhang mit den Chongqing-Verhandlungen und um sich vom Nationalen Militärrat der Kuomintang abzugrenzen in „Zentrale Militärkommission der Kommunistischen Partei Chinas“ (Zhōng Gòng Zhōngyāng Jūnshì Wěiyuánhuì 中共中央军事委员会) umbenannt, den Vorsitz behielt Mao Zedong.
Eine weitere Umbenennung erfolgte Anfang 1949, als der Sieg über die Kuomintang absehbar war. Um den gesamtchinesischen Anspruch deutlich zu machen, hieß die Kommission nun „Revolutionäre Militärkommission des Chinesischen Volkes“ (Zhōngguó Rénmín Gémìng Jūnshì Wěiyuánhuì 中国人民革命军事委员会). Den Vorsitz hatte weiterhin Mao Zedong.

### Volksrepublik

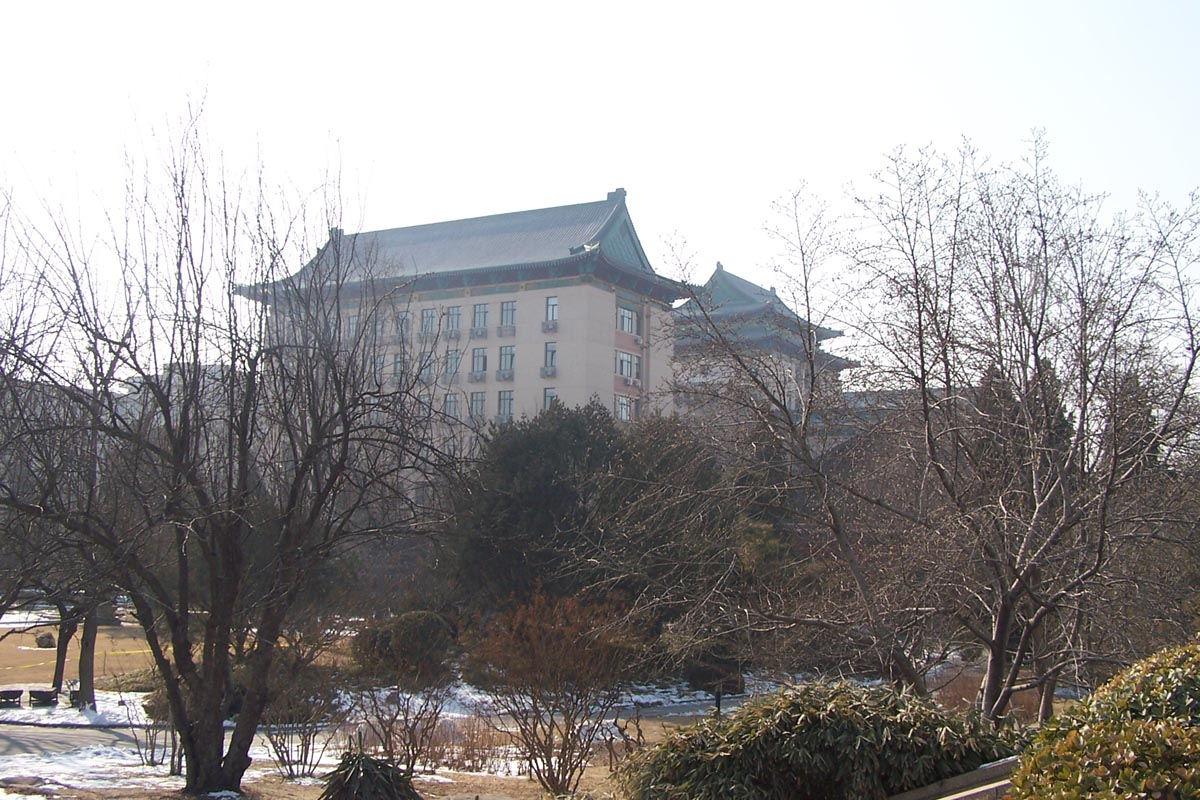
Das Drei-Ehrentore-Gebäude in der Jingshan-Straße 20, von 1949 bis 1999 Sitz der ZMK, heute für den Empfang ausländischer Militärs genutzt.

Mit dem „Gemeinsamen Programm der Politischen Konsultativkonferenz des Chinesischen Volkes“, einer Art Interimsverfassung, die die Politische Konsultativkonferenz des chinesischen Volkes am 29. September 1949 verabschiedete, wurde die „Revolutionäre Militärkommission des Volkes“ in den Rang eines Verfassungsorgans erhoben. In Artikel 20 heißt es dort:
„Die Volksrepublik China stellt einheitliche Streitkräfte auf, namentlich die Volksbefreiungsarmee und die Einheiten der Volkspolizei. Sie unterstehen dem Kommando der Volksrevolutionären Militärkommission der Zentralen Volksregierung.“
Das heißt, mit der Gründung der Volksrepublik China am 1. Oktober 1949 wurde die ehemalige Parteigliederung eine staatliche Behörde. Behördenleiter war Mao Zedong. Da Mao ebenfalls Vorsitzender der Zentralen Volksregierung (Zhōngyāng Rénmín Zhèngfǔ 中央人民政府), also sein eigener Vorgesetzter war, handelte es sich um eine rein formale Unterordnung.
Auch ansonsten bestand eine personelle Kontinuität. Von den fünf stellvertretenden Vorsitzenden der Volksrevolutionären Militärkommission waren drei (Zhu De, Zhou Enlai und Peng Dehuai) bereits in der Militärkommission der Chinesischen Sowjetrepublik von 1931 vertreten gewesen.
Ihre erste Bewährungsprobe hatte die Militärkommission im Koreakrieg. Da Mao einen direkten Krieg Chinas mit den USA vermeiden wollte, wurde die „Freiwilligenarmee des chinesischen Volkes“ (Zhōngguó Rénmín Zhìyuànjūn 中国人民志愿军) aufgestellt, 200.000 Männer und Frauen, die am 19. Oktober 1950 unter dem Kommando von Peng Dehuai die Grenze nach Korea überschritten. Die nordkoreanisch-chinesischen Truppen drängten die von den USA geführte Koalition bis zum 38. Breitengrad zurück, aber die Verluste waren erheblich. Bis zum Waffenstillstand am 23. Juli 1953 waren etwa 300.000 Chinesen gefallen.
Am 20. September 1954 verabschiedeten die 1226 Delegierten des 1. Nationalen Volkskongresses die erste ordentliche Verfassung Chinas. In Artikel 42 heißt es: „Der Vorsitzende der Volksrepublik China hat den Oberbefehl über die bewaffneten Streitkräfte des Landes und ist Vorsitzender des Nationalen Verteidigungsrates.“ „Vorsitzender der Volksrepublik China“ (Zhōnghuá Rénmín Gònghéguó Zhǔxí 中华人民共和国主席) war die damalige Bezeichnung für den Präsidenten, also Mao Zedong. In Artikel 27 Absatz 6 war festgelegt, dass der Präsident seine Stellvertreter sowie die restlichen Mitglieder des Verteidigungsrates vorschlägt, die dann vom Nationalen Volkskongress bestätigt werden müssen und laut Artikel 28 gegebenenfalls auch entlassen werden können. Der Präsident wurde ebenfalls vom Volkskongress gewählt und entlassen. Die „Volksrevolutionären Militärkommission“ wurde abgeschafft.
Der Nationale Verteidigungsrat war nur ein beratendes Organ. Für die Verwaltungsarbeit bei der damals vier Millionen Mann starken Volksbefreiungsarmee schuf der Volkskongress ein Verteidigungsministerium, bei dem immer ein aktiver Offizier an der Spitze stehen musste. Erster Verteidigungsminister wurde Peng Dehuai.
Am 28. September 1954 beschloss das Politbüro der Kommunistischen Partei Chinas, eine eigene „Zentrale Militärkommission der Kommunistischen Partei Chinas“ (Zhōng Gòng Zhōngyāng Jūnshì Wěiyuánhuì 中共中央军事委员会) aufzustellen, die unterhalb des Politbüros bzw. des Sekretariats der Kommunistischen Partei Chinas (Zhōngguó Gòngchǎndǎng Zhōngyāng Shūjìchù 中国共产党中央书记处) angesiedelt war. Vorsitzender war Mao Zedong. Die neugeschaffene ZMK der Partei hatte den Auftrag, die Volksbefreiungsarmee sowie die anderen bewaffneten Einheiten Chinas (Volksmiliz und Bewaffnete Volkspolizei) zu führen. Im Allgemeinen sollten die Beschlüsse des Politbüros, des Sekretariats sowie der Partei-ZMK selbst unter dem Namen der Zentralen Militärkommission der Kommunistischen Partei auf dem internen Dienstweg (nèibù xìtǒng 内部系统) an die Einheiten weitergegeben werden. Bei Befehlen und Dienstanweisungen, die veröffentlicht werden mussten, wurde dies unter dem Namen des Staatsrates oder des Verteidigungsministeriums getan. Da Peng Dehuai als Vizevorsitzender der Partei-ZMK deren Tagesgeschäft leitete und gleichzeitig Verteidigungsminister war, ließ sich dies leicht bewerkstelligen.
Nach dem Tod Maos am 9. September 1976 übernahm Hua Guofeng, dessen Nachfolger als Parteivorsitzender, die Leitung der Zentralen Militärkommission der KPCh. Nach Huas Ablösung im Zusammenhang mit dem Prozess gegen die Viererbande übernahm ab Juni 1981 Deng Xiaoping die Militärkommission (Parteivorsitzender wurde Hu Yaobang). 1980, als das Zentralkomitee der KPCh im Zuge der Aufarbeitung der Kulturrevolution beschlossen hatte, die chinesische Verfassung zu überarbeiten, wurden aus der Bevölkerung beim Sekretariat der Verfassungsänderungskommission (Xiànfǎ Xiūgǎi Wěiyuánhuì Mìshūchù 宪法修改委员会秘书处) Vorschläge eingereicht, die Zentrale Militärkommission aus der Partei herauszulösen und in eine staatliche Behörde umzuwandeln.
Dies wurde zwei Jahre lang in diversen Gremien heftig diskutiert, bis schließlich am 4. Dezember 1982 der Nationale Volkskongress die neue Verfassung verabschiedete. Sie führte mit Artikel 93 parallel zur Zentralen Militärkommission der Partei eine zusätzliche „Zentrale Militärkommission der Volksrepublik China“ (Zhōnghuá Rénmín Gònghéguó Zhōngyāng Jūnshì Wěiyuánhuì 中华人民共和国中央军事委员会) ein.
Die Kompetenzverteilung zwischen den beiden Militärkommissionen wurde dort nicht weiter ausgeführt, und sie wurden seit Deng Xiaoping auch immer in Personalunion geführt, aber da die Amtszeit der staatlichen Militärkommission der des Nationalen Volkskongresses entspricht und diese dem Volkskongress verantwortlich ist, ist hier eine gewisse parlamentarische Kontrolle gewährleistet.
Dies ist nicht nur eine theoretische Möglichkeit. Als im März 2003 die 2946 anwesenden Abgeordneten des 10. Nationalen Volkskongresses Jiang Zemin, der schon damals als Förderer der Korruption und in militärischen Dingen inkompetent galt, als Vorsitzenden der staatlichen Militärkommission bestätigen sollten, erhielt er 98 Gegenstimmen, 122 Abgeordnete enthielten sich der Stimme. Zum Vergleich: Hu Jintao wurde auf derselben Sitzung mit nur vier Gegenstimmen und drei Enthaltungen zum Präsidenten gewählt, Wen Jiabao mit 3 Gegenstimmen und 16 Enthaltungen zum Premierminister.
Im März 2005, also drei Jahre vor dem Ende seiner Amtszeit, trat Jiang Zemin dann freiwillig vom Vorsitz der staatlichen Militärkommission zurück und übergab den Posten Hu Jintao; die Leitung der Partei-ZMK hatte Hu schon im September 2004 von Jiang Zemin übernommen.

## Funktion
Da die Volksbefreiungsarmee als Parteiorgan direkt der Kommunistischen Partei Chinas unterstellt ist, spielen die entsprechenden staatlichen Strukturen, so wie das Verteidigungsministerium, militärisch eine untergeordnete Rolle. Durch die personelle Identität zwischen der Zentralen Militärkommission der KPCh und der Zentralen Militärkommission der Volksrepublik China, vom Vorsitzenden über die Stellvertreter bis zu den (gegenwärtig vier) Mitgliedern, ist auch die ZMK somit ein integriertes Partei- und Staatsorgan;
Befehle an die Truppe werden im Allgemeinen im Namen der „Zentralen Militärkommission“ herausgegeben, ohne näher zu spezifizieren, ob es sich um die Partei-ZMK oder die staatliche ZMK handelt.
Ihre Aufgabe besteht in der Koordinierung der Verteidigungspolitik und in der Formulierung der Militärdoktrin der Volksrepublik China. Sie hat das Oberkommando über alle Streitkräfte des Landes, also Volksbefreiungsarmee, Volksmiliz und Bewaffnete Volkspolizei.
Die zweite wichtige Funktion der Zentralen Militärkommission der Volksrepublik China besteht in der Dienstaufsicht über die Streitkräfte sowie der Vermittlung der jeweils aktuellen Parteilinie an die Truppe.
Der Posten des Vorsitzenden der Zentralen Militärkommission gilt als eine der Schlüsselpositionen in der Volksrepublik China. Seit 1983 legten alle Staatsführer großen Wert darauf, diesen Posten einzunehmen.

## Struktur
Im Jahr 2015 fand auf Anordnung von Xi Jinping eine Militärreform statt, die am 1. Januar 2016 in Kraft trat. Dort wurden die ursprünglich sieben Militärbezirke (jūnqū 军区) in fünf „Kriegszonen“ (zhànqū 战区) zusammengefasst, die vier Hauptabteilungen der Volksbefreiungsarmee (Generalstab, Politik, Logistik, Rüstung) wurden in die 15 Abteilungen integriert, die unter der Leitung der Zentralen Militärkommission der Volksrepublik China arbeiten.
Damit sieht die Organisation des chinesischen Militärs derzeit folgendermaßen aus:
|                                                           |                                             |                                             |                                             |                                             |                                             |                                   |                          |                                     |                                     |                                     |                                     |                                     |                                     | Zentrale Militärkommission 中央军事委员会 | Zentrale Militärkommission 中央军事委员会 | Zentrale Militärkommission 中央军事委员会 | Zentrale Militärkommission 中央军事委员会 | Zentrale Militärkommission 中央军事委员会 | Zentrale Militärkommission 中央军事委员会 |                                         |                                         |                                         |                                         |                                         |                                         |                            |                            |                                              |                                              |                                              |                                              |                                              |                                              |                                    |                                    | Staatsrat 国务院                                 | Staatsrat 国务院                                 | Staatsrat 国务院                                 | Staatsrat 国务院                                 | Staatsrat 国务院                                 | Staatsrat 国务院                                 |                            |                            |                            |                            |                               |                               |                               |                               |                               |                               |  |  |                            |                            |                            |                            |                            |                            |  |  |                                     |                                     |                                     |                                     |                                     |                                     |
|                                                           |                                             |                                             |                                             |                                             |                                             |                                   |                          |                                     |                                     |                                     |                                     |                                     |                                     | Zentrale Militärkommission 中央军事委员会 | Zentrale Militärkommission 中央军事委员会 | Zentrale Militärkommission 中央军事委员会 | Zentrale Militärkommission 中央军事委员会 | Zentrale Militärkommission 中央军事委员会 | Zentrale Militärkommission 中央军事委员会 |                                         |                                         |                                         |                                         |                                         |                                         |                            |                            |                                              |                                              |                                              |                                              |                                              |                                              |                                    |                                    | Staatsrat 国务院                                 | Staatsrat 国务院                                 | Staatsrat 国务院                                 | Staatsrat 国务院                                 | Staatsrat 国务院                                 | Staatsrat 国务院                                 |                            |                            |                            |                            |                               |                               |                               |                               |                               |                               |  |  |                            |                            |                            |                            |                            |                            |  |  |                                     |                                     |                                     |                                     |                                     |                                     |
|                                                           |                                             |                                             |                                             |                                             |                                             |                                   |                          |                                     |                                     |                                     |                                     |                                     |                                     |                                           |                                           |                                           |                                           |                                           |                                           |                                         |                                         |                                         |                                         |                                         |                                         |                            |                            |                                              |                                              |                                              |                                              |                                              |                                              |                                    |                                    |                                                  |                                                  |                                                  |                                                  |                                                  |                                                  |                            |                            |                            |                            |                               |                               |                               |                               |                               |                               |  |  |                            |                            |                            |                            |                            |                            |  |  |                                     |                                     |                                     |                                     |                                     |                                     |
| Kanzlei 办公厅                                            | Kanzlei 办公厅                              | Kanzlei 办公厅                              | Kanzlei 办公厅                              | Kanzlei 办公厅                              | Kanzlei 办公厅                              |                                   |                          | Logistik-Verband 联勤保障部队       | Logistik-Verband 联勤保障部队       | Logistik-Verband 联勤保障部队       | Logistik-Verband 联勤保障部队       | Logistik-Verband 联勤保障部队       | Logistik-Verband 联勤保障部队       |                                           |                                           |                                           |                                           |                                           |                                           | Militärgericht 军事法院                 | Militärgericht 军事法院                 | Militärgericht 军事法院                 | Militärgericht 军事法院                 | Militärgericht 军事法院                 | Militärgericht 军事法院                 |                            |                            | Militärakademie 军事科学院                   | Militärakademie 军事科学院                   | Militärakademie 军事科学院                   | Militärakademie 军事科学院                   | Militärakademie 军事科学院                   | Militärakademie 军事科学院                   |                                    |                                    | Verteidigungsministerium 国防部                  | Verteidigungsministerium 国防部                  | Verteidigungsministerium 国防部                  | Verteidigungsministerium 国防部                  | Verteidigungsministerium 国防部                  | Verteidigungsministerium 国防部                  |                            |                            |                            |                            |                               |                               |                               |                               |                               |                               |  |  |                            |                            |                            |                            |                            |                            |  |  |                                     |                                     |                                     |                                     |                                     |                                     |
| Kanzlei 办公厅                                            | Kanzlei 办公厅                              | Kanzlei 办公厅                              | Kanzlei 办公厅                              | Kanzlei 办公厅                              | Kanzlei 办公厅                              | Generalstab 联合参谋部            | Generalstab 联合参谋部   | Generalstab 联合参谋部              | Generalstab 联合参谋部              | Generalstab 联合参谋部              | Generalstab 联合参谋部              | Logistik-Verband 联勤保障部队       | Logistik-Verband 联勤保障部队       |                                           |                                           |                                           |                                           |                                           |                                           | Militärgericht 军事法院                 | Militärgericht 军事法院                 | Militärgericht 军事法院                 | Militärgericht 军事法院                 | Militärgericht 军事法院                 | Militärgericht 军事法院                 |                            |                            | Militärakademie 军事科学院                   | Militärakademie 军事科学院                   | Militärakademie 军事科学院                   | Militärakademie 军事科学院                   | Militärakademie 军事科学院                   | Militärakademie 军事科学院                   |                                    |                                    | Verteidigungsministerium 国防部                  | Verteidigungsministerium 国防部                  | Verteidigungsministerium 国防部                  | Verteidigungsministerium 国防部                  | Verteidigungsministerium 国防部                  | Verteidigungsministerium 国防部                  |                            |                            |                            |                            | Staatsanwaltschaft 军事检察院 | Staatsanwaltschaft 军事检察院 | Staatsanwaltschaft 军事检察院 | Staatsanwaltschaft 军事检察院 | Staatsanwaltschaft 军事检察院 | Staatsanwaltschaft 军事检察院 |  |  | Militärhochschule 国防大学 | Militärhochschule 国防大学 | Militärhochschule 国防大学 | Militärhochschule 国防大学 | Militärhochschule 国防大学 | Militärhochschule 国防大学 |  |  | Veteranenministerium 退役军人事务部 | Veteranenministerium 退役军人事务部 | Veteranenministerium 退役军人事务部 | Veteranenministerium 退役军人事务部 | Veteranenministerium 退役军人事务部 | Veteranenministerium 退役军人事务部 |
| Abteilung für politische Arbeit 政治工作部                | Abteilung für politische Arbeit 政治工作部  | Abteilung für politische Arbeit 政治工作部  | Abteilung für politische Arbeit 政治工作部  | Abteilung für politische Arbeit 政治工作部  | Abteilung für politische Arbeit 政治工作部  | Generalstab 联合参谋部            | Generalstab 联合参谋部   | Generalstab 联合参谋部              | Generalstab 联合参谋部              | Generalstab 联合参谋部              | Generalstab 联合参谋部              |                                     |                                     |                                           |                                           |                                           |                                           |                                           |                                           |                                         |                                         |                                         |                                         |                                         |                                         |                            |                            |                                              |                                              |                                              |                                              |                                              |                                              | Technische Hochschule 国防科技大学 | Technische Hochschule 国防科技大学 | Technische Hochschule 国防科技大学               | Technische Hochschule 国防科技大学               | Technische Hochschule 国防科技大学               | Technische Hochschule 国防科技大学               |                                                  |                                                  |                            |                            |                            |                            | Staatsanwaltschaft 军事检察院 | Staatsanwaltschaft 军事检察院 | Staatsanwaltschaft 军事检察院 | Staatsanwaltschaft 军事检察院 | Staatsanwaltschaft 军事检察院 | Staatsanwaltschaft 军事检察院 |  |  | Militärhochschule 国防大学 | Militärhochschule 国防大学 | Militärhochschule 国防大学 | Militärhochschule 国防大学 | Militärhochschule 国防大学 | Militärhochschule 国防大学 |  |  | Veteranenministerium 退役军人事务部 | Veteranenministerium 退役军人事务部 | Veteranenministerium 退役军人事务部 | Veteranenministerium 退役军人事务部 | Veteranenministerium 退役军人事务部 | Veteranenministerium 退役军人事务部 |
| Abteilung für politische Arbeit 政治工作部                | Abteilung für politische Arbeit 政治工作部  | Abteilung für politische Arbeit 政治工作部  | Abteilung für politische Arbeit 政治工作部  | Abteilung für politische Arbeit 政治工作部  | Abteilung für politische Arbeit 政治工作部  | Abteilung für Logistik 后勤保障部 |                          |                                     |                                     |                                     |                                     |                                     |                                     |                                           |                                           |                                           |                                           |                                           |                                           |                                         |                                         |                                         |                                         |                                         |                                         |                            |                            |                                              |                                              |                                              |                                              |                                              |                                              | Technische Hochschule 国防科技大学 | Technische Hochschule 国防科技大学 | Technische Hochschule 国防科技大学               | Technische Hochschule 国防科技大学               | Technische Hochschule 国防科技大学               | Technische Hochschule 国防科技大学               |                                                  |                                                  |                            |                            |                            |                            |                               |                               |                               |                               |                               |                               |  |  |                            |                            |                            |                            |                            |                            |  |  |                                     |                                     |                                     |                                     |                                     |                                     |
| Abteilung für Waffenentwicklung 装备发展部                |                                             |                                             |                                             |                                             |                                             |                                   |                          |                                     |                                     |                                     |                                     |                                     |                                     |                                           |                                           |                                           |                                           |                                           |                                           |                                         |                                         |                                         |                                         |                                         |                                         |                            |                            |                                              |                                              |                                              |                                              |                                              |                                              |                                    |                                    |                                                  |                                                  |                                                  |                                                  |                                                  |                                                  |                            |                            |                            |                            |                               |                               |                               |                               |                               |                               |  |  |                            |                            |                            |                            |                            |                            |  |  |                                     |                                     |                                     |                                     |                                     |                                     |
| Abteilung für Ausbildung 训练管理部                       |                                             |                                             |                                             |                                             |                                             |                                   |                          |                                     |                                     |                                     |                                     |                                     |                                     |                                           |                                           |                                           |                                           |                                           |                                           |                                         |                                         |                                         |                                         |                                         |                                         |                            |                            |                                              |                                              |                                              |                                              |                                              |                                              |                                    |                                    |                                                  |                                                  |                                                  |                                                  |                                                  |                                                  |                            |                            |                            |                            |                               |                               |                               |                               |                               |                               |  |  |                            |                            |                            |                            |                            |                            |  |  |                                     |                                     |                                     |                                     |                                     |                                     |
| Abteilung für Volksmobilisierung 国防动员部               | Abteilung für Volksmobilisierung 国防动员部 | Abteilung für Volksmobilisierung 国防动员部 | Abteilung für Volksmobilisierung 国防动员部 | Abteilung für Volksmobilisierung 国防动员部 | Abteilung für Volksmobilisierung 国防动员部 |                                   |                          |                                     |                                     |                                     |                                     |                                     |                                     |                                           |                                           |                                           |                                           |                                           |                                           |                                         |                                         |                                         |                                         |                                         |                                         |                            |                            |                                              |                                              |                                              |                                              |                                              |                                              |                                    |                                    | Volksmobilisierungskommission 国家国防动员委员会 | Volksmobilisierungskommission 国家国防动员委员会 | Volksmobilisierungskommission 国家国防动员委员会 | Volksmobilisierungskommission 国家国防动员委员会 | Volksmobilisierungskommission 国家国防动员委员会 | Volksmobilisierungskommission 国家国防动员委员会 |                            |                            |                            |                            |                               |                               |                               |                               |                               |                               |  |  |                            |                            |                            |                            |                            |                            |  |  |                                     |                                     |                                     |                                     |                                     |                                     |
| Abteilung für Volksmobilisierung 国防动员部               | Abteilung für Volksmobilisierung 国防动员部 | Abteilung für Volksmobilisierung 国防动员部 | Abteilung für Volksmobilisierung 国防动员部 | Abteilung für Volksmobilisierung 国防动员部 | Abteilung für Volksmobilisierung 国防动员部 |                                   |                          |                                     |                                     |                                     |                                     |                                     |                                     |                                           |                                           |                                           |                                           |                                           |                                           |                                         |                                         |                                         |                                         |                                         |                                         |                            |                            |                                              |                                              |                                              |                                              |                                              |                                              |                                    |                                    | Volksmobilisierungskommission 国家国防动员委员会 | Volksmobilisierungskommission 国家国防动员委员会 | Volksmobilisierungskommission 国家国防动员委员会 | Volksmobilisierungskommission 国家国防动员委员会 | Volksmobilisierungskommission 国家国防动员委员会 | Volksmobilisierungskommission 国家国防动员委员会 |                            |                            |                            |                            |                               |                               |                               |                               |                               |                               |  |  |                            |                            |                            |                            |                            |                            |  |  |                                     |                                     |                                     |                                     |                                     |                                     |
| Disziplinarkommission 纪律检查委员会                      |                                             |                                             |                                             |                                             |                                             |                                   |                          |                                     |                                     |                                     |                                     |                                     |                                     |                                           |                                           |                                           |                                           |                                           |                                           |                                         |                                         |                                         |                                         |                                         |                                         |                            |                            |                                              |                                              |                                              |                                              |                                              |                                              |                                    |                                    |                                                  |                                                  |                                                  |                                                  |                                                  |                                                  |                            |                            |                            |                            |                               |                               |                               |                               |                               |                               |  |  |                            |                            |                            |                            |                            |                            |  |  |                                     |                                     |                                     |                                     |                                     |                                     |
| Politik- und Rechtskommission 政法委员会                  |                                             |                                             |                                             |                                             |                                             |                                   |                          |                                     |                                     |                                     |                                     |                                     |                                     |                                           |                                           |                                           |                                           |                                           |                                           |                                         |                                         |                                         |                                         |                                         |                                         |                            |                            |                                              |                                              |                                              |                                              |                                              |                                              |                                    |                                    |                                                  |                                                  |                                                  |                                                  |                                                  |                                                  |                            |                            |                            |                            |                               |                               |                               |                               |                               |                               |  |  |                            |                            |                            |                            |                            |                            |  |  |                                     |                                     |                                     |                                     |                                     |                                     |
| Wissenschafts- und Technikkommission 科学技术委员会       |                                             |                                             |                                             |                                             |                                             |                                   |                          |                                     |                                     |                                     |                                     |                                     |                                     |                                           |                                           |                                           |                                           |                                           |                                           |                                         |                                         |                                         |                                         |                                         |                                         |                            |                            |                                              |                                              |                                              |                                              |                                              |                                              |                                    |                                    |                                                  |                                                  |                                                  |                                                  |                                                  |                                                  |                            |                            |                            |                            |                               |                               |                               |                               |                               |                               |  |  |                            |                            |                            |                            |                            |                            |  |  |                                     |                                     |                                     |                                     |                                     |                                     |
| Büro für strategische Planung 战略规划办公室              |                                             |                                             |                                             |                                             |                                             |                                   |                          |                                     |                                     |                                     |                                     |                                     |                                     |                                           |                                           |                                           |                                           |                                           |                                           |                                         |                                         |                                         |                                         |                                         |                                         |                            |                            |                                              |                                              |                                              |                                              |                                              |                                              |                                    |                                    |                                                  |                                                  |                                                  |                                                  |                                                  |                                                  |                            |                            |                            |                            |                               |                               |                               |                               |                               |                               |  |  |                            |                            |                            |                            |                            |                            |  |  |                                     |                                     |                                     |                                     |                                     |                                     |
| Büro für Reform und Stellenplan 改革和编制办公室          |                                             |                                             |                                             |                                             |                                             |                                   |                          |                                     |                                     |                                     |                                     |                                     |                                     |                                           |                                           |                                           |                                           |                                           |                                           |                                         |                                         |                                         |                                         |                                         |                                         |                            |                            |                                              |                                              |                                              |                                              |                                              |                                              |                                    |                                    |                                                  |                                                  |                                                  |                                                  |                                                  |                                                  |                            |                            |                            |                            |                               |                               |                               |                               |                               |                               |  |  |                            |                            |                            |                            |                            |                            |  |  |                                     |                                     |                                     |                                     |                                     |                                     |
| Büro für internationale Zusammenarbeit 国际军事合作办公室 |                                             |                                             |                                             |                                             |                                             |                                   |                          |                                     |                                     |                                     |                                     |                                     |                                     |                                           |                                           |                                           |                                           |                                           |                                           |                                         |                                         |                                         |                                         |                                         |                                         |                            |                            |                                              |                                              |                                              |                                              |                                              |                                              |                                    |                                    |                                                  |                                                  |                                                  |                                                  |                                                  |                                                  |                            |                            |                            |                            |                               |                               |                               |                               |                               |                               |  |  |                            |                            |                            |                            |                            |                            |  |  |                                     |                                     |                                     |                                     |                                     |                                     |
| Rechnungsprüfungsstelle 审计署                            |                                             |                                             |                                             |                                             |                                             |                                   |                          |                                     |                                     |                                     |                                     |                                     |                                     |                                           |                                           |                                           |                                           |                                           |                                           |                                         |                                         |                                         |                                         |                                         |                                         |                            |                            |                                              |                                              |                                              |                                              |                                              |                                              |                                    |                                    |                                                  |                                                  |                                                  |                                                  |                                                  |                                                  |                            |                            |                            |                            |                               |                               |                               |                               |                               |                               |  |  |                            |                            |                            |                            |                            |                            |  |  |                                     |                                     |                                     |                                     |                                     |                                     |
| Finanzverwaltung 机关事务管理总局                         |                                             |                                             |                                             |                                             |                                             |                                   |                          |                                     |                                     |                                     |                                     |                                     |                                     |                                           |                                           |                                           |                                           |                                           |                                           |                                         |                                         |                                         |                                         |                                         |                                         |                            |                            |                                              |                                              |                                              |                                              |                                              |                                              |                                    |                                    |                                                  |                                                  |                                                  |                                                  |                                                  |                                                  |                            |                            |                            |                            |                               |                               |                               |                               |                               |                               |  |  |                            |                            |                            |                            |                            |                            |  |  |                                     |                                     |                                     |                                     |                                     |                                     |
|                                                           |                                             |                                             |                                             |                                             |                                             |                                   |                          |                                     |                                     |                                     |                                     |                                     |                                     |                                           |                                           |                                           |                                           |                                           |                                           |                                         |                                         |                                         |                                         |                                         |                                         |                            |                            |                                              |                                              |                                              |                                              |                                              |                                              |                                    |                                    |                                                  |                                                  |                                                  |                                                  |                                                  |                                                  |                            |                            |                            |                            |                               |                               |                               |                               |                               |                               |  |  |                            |                            |                            |                            |                            |                            |  |  |                                     |                                     |                                     |                                     |                                     |                                     |
|                                                           |                                             |                                             |                                             |                                             |                                             |                                   |                          |                                     |                                     |                                     |                                     |                                     |                                     |                                           |                                           |                                           |                                           |                                           |                                           |                                         |                                         |                                         |                                         |                                         |                                         |                            |                            |                                              |                                              |                                              |                                              |                                              |                                              |                                    |                                    |                                                  |                                                  |                                                  |                                                  |                                                  |                                                  |                            |                            |                            |                            |                               |                               |                               |                               |                               |                               |  |  |                            |                            |                            |                            |                            |                            |  |  |                                     |                                     |                                     |                                     |                                     |                                     |
| Kriegszone Ost 东部战区                                   | Kriegszone Ost 东部战区                     | Kriegszone Ost 东部战区                     | Kriegszone Ost 东部战区                     | Kriegszone Ost 东部战区                     | Kriegszone Ost 东部战区                     |                                   |                          |                                     |                                     |                                     |                                     |                                     |                                     | Heer 陆军                                 | Heer 陆军                                 | Heer 陆军                                 | Heer 陆军                                 | Heer 陆军                                 | Heer 陆军                                 |                                         |                                         |                                         |                                         |                                         |                                         |                            |                            | Innere Sicherheit 武警内卫总队               | Innere Sicherheit 武警内卫总队               | Innere Sicherheit 武警内卫总队               | Innere Sicherheit 武警内卫总队               | Innere Sicherheit 武警内卫总队               | Innere Sicherheit 武警内卫总队               |                                    |                                    |                                                  |                                                  |                                                  |                                                  |                                                  |                                                  |                            |                            |                            |                            |                               |                               |                               |                               |                               |                               |  |  |                            |                            |                            |                            |                            |                            |  |  |                                     |                                     |                                     |                                     |                                     |                                     |
| Kriegszone Ost 东部战区                                   | Kriegszone Ost 东部战区                     | Kriegszone Ost 东部战区                     | Kriegszone Ost 东部战区                     | Kriegszone Ost 东部战区                     | Kriegszone Ost 东部战区                     | Kriegszone West 西部战区          | Kriegszone West 西部战区 | Kriegszone West 西部战区            | Kriegszone West 西部战区            | Kriegszone West 西部战区            | Kriegszone West 西部战区            |                                     |                                     | Heer 陆军                                 | Heer 陆军                                 | Heer 陆军                                 | Heer 陆军                                 | Heer 陆军                                 | Heer 陆军                                 |                                         |                                         |                                         |                                         |                                         |                                         | Marine 海军                | Marine 海军                | Marine 海军                                  | Marine 海军                                  | Marine 海军                                  | Marine 海军                                  | Innere Sicherheit 武警内卫总队               | Innere Sicherheit 武警内卫总队               |                                    |                                    |                                                  |                                                  |                                                  |                                                  |                                                  |                                                  | Mobiles Korps 武警机动总队 | Mobiles Korps 武警机动总队 | Mobiles Korps 武警机动总队 | Mobiles Korps 武警机动总队 | Mobiles Korps 武警机动总队    | Mobiles Korps 武警机动总队    |                               |                               |                               |                               |  |  |                            |                            |                            |                            |                            |                            |  |  |                                     |                                     |                                     |                                     |                                     |                                     |
| Kriegszone Süd 南部战区                                   | Kriegszone Süd 南部战区                     | Kriegszone Süd 南部战区                     | Kriegszone Süd 南部战区                     | Kriegszone Süd 南部战区                     | Kriegszone Süd 南部战区                     | Kriegszone West 西部战区          | Kriegszone West 西部战区 | Kriegszone West 西部战区            | Kriegszone West 西部战区            | Kriegszone West 西部战区            | Kriegszone West 西部战区            |                                     |                                     |                                           |                                           |                                           |                                           |                                           |                                           | Luftwaffe 空军                          | Luftwaffe 空军                          | Luftwaffe 空军                          | Luftwaffe 空军                          | Luftwaffe 空军                          | Luftwaffe 空军                          | Marine 海军                | Marine 海军                | Marine 海军                                  | Marine 海军                                  | Marine 海军                                  | Marine 海军                                  |                                              |                                              |                                    |                                    |                                                  |                                                  |                                                  |                                                  | Küstenwache 武警海警总队                         | Küstenwache 武警海警总队                         | Küstenwache 武警海警总队   | Küstenwache 武警海警总队   | Küstenwache 武警海警总队   | Küstenwache 武警海警总队   | Mobiles Korps 武警机动总队    | Mobiles Korps 武警机动总队    |                               |                               |                               |                               |  |  |                            |                            |                            |                            |                            |                            |  |  |                                     |                                     |                                     |                                     |                                     |                                     |
| Kriegszone Süd 南部战区                                   | Kriegszone Süd 南部战区                     | Kriegszone Süd 南部战区                     | Kriegszone Süd 南部战区                     | Kriegszone Süd 南部战区                     | Kriegszone Süd 南部战区                     | Kriegszone Nord 北部战区          | Kriegszone Nord 北部战区 | Kriegszone Nord 北部战区            | Kriegszone Nord 北部战区            | Kriegszone Nord 北部战区            | Kriegszone Nord 北部战区            |                                     |                                     |                                           |                                           |                                           |                                           |                                           |                                           | Luftwaffe 空军                          | Luftwaffe 空军                          | Luftwaffe 空军                          | Luftwaffe 空军                          | Luftwaffe 空军                          | Luftwaffe 空军                          | Raketenstreitkräfte 火箭军 | Raketenstreitkräfte 火箭军 | Raketenstreitkräfte 火箭军                   | Raketenstreitkräfte 火箭军                   | Raketenstreitkräfte 火箭军                   | Raketenstreitkräfte 火箭军                   |                                              |                                              |                                    |                                    |                                                  |                                                  |                                                  |                                                  | Küstenwache 武警海警总队                         | Küstenwache 武警海警总队                         | Küstenwache 武警海警总队   | Küstenwache 武警海警总队   | Küstenwache 武警海警总队   | Küstenwache 武警海警总队   |                               |                               |                               |                               |                               |                               |  |  |                            |                            |                            |                            |                            |                            |  |  |                                     |                                     |                                     |                                     |                                     |                                     |
| Kriegszone Mitte 中部战区                                 | Kriegszone Mitte 中部战区                   | Kriegszone Mitte 中部战区                   | Kriegszone Mitte 中部战区                   | Kriegszone Mitte 中部战区                   | Kriegszone Mitte 中部战区                   | Kriegszone Nord 北部战区          | Kriegszone Nord 北部战区 | Kriegszone Nord 北部战区            | Kriegszone Nord 北部战区            | Kriegszone Nord 北部战区            | Kriegszone Nord 北部战区            |                                     |                                     |                                           |                                           |                                           |                                           |                                           |                                           | Elektronische Kampfführung 战略支援部队 | Elektronische Kampfführung 战略支援部队 | Elektronische Kampfführung 战略支援部队 | Elektronische Kampfführung 战略支援部队 | Elektronische Kampfführung 战略支援部队 | Elektronische Kampfführung 战略支援部队 | Raketenstreitkräfte 火箭军 | Raketenstreitkräfte 火箭军 | Raketenstreitkräfte 火箭军                   | Raketenstreitkräfte 火箭军                   | Raketenstreitkräfte 火箭军                   | Raketenstreitkräfte 火箭军                   |                                              |                                              |                                    |                                    |                                                  |                                                  |                                                  |                                                  |                                                  |                                                  |                            |                            |                            |                            |                               |                               |                               |                               |                               |                               |  |  |                            |                            |                            |                            |                            |                            |  |  |                                     |                                     |                                     |                                     |                                     |                                     |
| Kriegszone Mitte 中部战区                                 | Kriegszone Mitte 中部战区                   | Kriegszone Mitte 中部战区                   | Kriegszone Mitte 中部战区                   | Kriegszone Mitte 中部战区                   | Kriegszone Mitte 中部战区                   |                                   |                          |                                     |                                     |                                     |                                     |                                     |                                     |                                           |                                           |                                           |                                           |                                           |                                           | Elektronische Kampfführung 战略支援部队 | Elektronische Kampfführung 战略支援部队 | Elektronische Kampfführung 战略支援部队 | Elektronische Kampfführung 战略支援部队 | Elektronische Kampfführung 战略支援部队 | Elektronische Kampfführung 战略支援部队 |                            |                            |                                              |                                              |                                              |                                              |                                              |                                              |                                    |                                    |                                                  |                                                  |                                                  |                                                  |                                                  |                                                  |                            |                            |                            |                            |                               |                               |                               |                               |                               |                               |  |  |                            |                            |                            |                            |                            |                            |  |  |                                     |                                     |                                     |                                     |                                     |                                     |
|                                                           |                                             |                                             |                                             |                                             |                                             |                                   |                          |                                     |                                     |                                     |                                     |                                     |                                     |                                           |                                           |                                           |                                           |                                           |                                           |                                         |                                         |                                         |                                         |                                         |                                         |                            |                            |                                              |                                              |                                              |                                              |                                              |                                              |                                    |                                    |                                                  |                                                  |                                                  |                                                  |                                                  |                                                  |                            |                            |                            |                            |                               |                               |                               |                               |                               |                               |  |  |                            |                            |                            |                            |                            |                            |  |  |                                     |                                     |                                     |                                     |                                     |                                     |
|                                                           |                                             |                                             |                                             |                                             |                                             |                                   |                          | Volksbefreiungsarmee 中国人民解放军 | Volksbefreiungsarmee 中国人民解放军 | Volksbefreiungsarmee 中国人民解放军 | Volksbefreiungsarmee 中国人民解放军 | Volksbefreiungsarmee 中国人民解放军 | Volksbefreiungsarmee 中国人民解放军 |                                           |                                           |                                           |                                           |                                           |                                           |                                         |                                         |                                         |                                         |                                         |                                         |                            |                            | Bewaffnete Volkspolizei 中国人民武装警察部队 | Bewaffnete Volkspolizei 中国人民武装警察部队 | Bewaffnete Volkspolizei 中国人民武装警察部队 | Bewaffnete Volkspolizei 中国人民武装警察部队 | Bewaffnete Volkspolizei 中国人民武装警察部队 | Bewaffnete Volkspolizei 中国人民武装警察部队 |                                    |                                    | Volksmiliz 中国民兵                              | Volksmiliz 中国民兵                              | Volksmiliz 中国民兵                              | Volksmiliz 中国民兵                              | Volksmiliz 中国民兵                              | Volksmiliz 中国民兵                              |                            |                            |                            |                            |                               |                               |                               |                               |                               |                               |  |  |                            |                            |                            |                            |                            |                            |  |  |                                     |                                     |                                     |                                     |                                     |                                     |

Die 15 Abteilungen der Zentralen Militärkommission der Volksrepublik China haben ihrerseits zahlreiche Unterabteilungen. Hier zwei Beispiele:
- Kanzlei (Zhōngyāng Jūnwěi Bàngōngtīng 中央军委办公厅)
  - Büro des Vorsitzenden der Zentralen Militärkommission (Zhōngyāng Jūnwěi Zhǔxí Bàngōngshì 中央军委主席办公室). Dies ist ein ganzer Bürotrakt, der ein halbes Stockwerk des VBA-Gebäudes (Bā Yī Dàlóu 八一大楼) in der Fuxing-Straße 7 in Haidian einnimmt.
  - Sekretariat (Mìshūjú 秘书局)
  - Büro für Politische Arbeit (Zhèngzhì Gōngzuò Jú 政治工作局)
  - Büro für Geheimhaltung und Archivierung (Bǎomì hé Dàng’àn Jú 保密和档案局). Diese Dienststelle entspricht dem Militärarchiv Freiburg, mit Sammelschwerpunkt Revolutionsgeschichte.
  - Liegenschaftsverwaltung (Guǎnlǐjú 管理局)
    - Hausverwaltung für das VBA-Gebäude in Peking[28]
    - Hausverwaltung für das ZMK-Büro in Beidaihe, dem Urlaubsort der Kader.

- Gemeinsamer Generalstab (Zhōngyāng Jūnwěi Liánhé Cānmóubù 中央军委联合参谋部)
  - Kanzlei (Bàngōngtīng 办公厅)
  - Büro für Politische Arbeit (Zhèngzhì Gōngzuò Jú 政治工作局)
  - Einsatzführungskommando (Zuòzhànjú 作战局). Das Einsatzführungskommando hat seinen eigentlichen Sitz, das „Einsatzführungszentrum“ (Zuòzhàn Zhǐhuī Zhōngxīn 作战指挥中心), auch bekannt als „Gefechtsstand Westberge“ (Xīshān Zhǐhuīsuǒ 西山指挥所), in den Bergen nördlich des Sommerpalastes, im Straßenviertel Qinglongqiao, Einwohnergemeinschaft Xianghongqi, Dongsimu Cun 1.[29]
  - Büro für Manöverplanung (Zhànlüè Zhànyì Xùnliàn Jú 战略战役训练局)
  - Nachrichtendienst (Qíngbào Jú 情报局)
    - Politische Abteilung (Zhèngzhì Bù 政治部)
    - Hauptbüro (Zōnghéjú 综合局)
    - Büro 1 (Dì-Yī Jú 第一局)
    - Büro 2 (Dì-Èr Jú 第二局)
    - Büro 3 (Dì-Sān Jú 第三局)
    - Büro 4 (Dì-Sì Jú 第四局)
    - Büro 5 (Dì-Wǔ Jú 第五局)
    - Büro 6 (Dì-Liù Jú 第六局)
    - Büro 7 (Dì-Qī Jú 第七局)
    - Militärattaché-Büro ( Wǔguān Jú 武官局). Diese Dienststelle koordiniert die Arbeit der Militärattachés an den chinesischen Botschaften im Ausland.
    - Büro für Satellitenaufklärung (Hángtiān Zhēnchá Jú 航天侦察局)
    - Technisches Büro (Jìshù Jú 技术局)
    - Archiv (Zīliào Jú 资料局)
    - Büro für Friedenssicherungseinsätze (Wéihé Jú 维和局). Diese Dienststelle ist verantwortlich für die nachrichtendienstliche Betreuung der Friedenssicherungsmissionen der Vereinten Nationen mit chinesischer Beteiligung, wie zum Beispiel im Südlibanon oder in Darfur.[30][31][32]
    - Datenverarbeitung (Jìsuànjī Suǒ 计算机所)
    - Fuhrpark (Qìchē Duì 汽车队)

  - Büro für satellitengestützte Navigation (Dǎoháng Jú 导航局)
  - Büro für Fernmeldewesen (Xìnxī Tōngxìn Jú 信息通信局). Nachdem der Aufbau des militärischen Telekommunikationsnetzes weitgehend abgeschlossen ist, besteht die Hauptaufgabe dieser Dienststelle nun darin, die Fernmeldeverbindungen zwischen den Truppenteilen so zu sichern, dass sie auch im Kriegsfall reibungslos funktionieren.[33]
  - Büro für Kartografie, Meteorologie und Hydrologie (Zhànchǎng Huánjìng Bǎozhàng Jú 战场环境保障局)
  - Büro für Bedarfsplanung (Jūnshì Xūqiú Jú 军事需求局)
  - Büro für Personenschutz (Jǐngwèi Jú 警卫局)
    - Verwaltung (Guǎnlǐchù 管理处)
    - Abteilung für Personenschutz (Jǐngwèi Chù 警卫处)
    - Abteilung für medizinische Vorsorge (Wèishēng Bǎojiàn Chù 卫生保健处)

## Vorsitzende
|               | ZMK der KP Chinas             | ZMK der VR China            |
| ------------- | ----------------------------- | --------------------------- |
| Zhang Guotao  | Oktober 1925–Dezember 1925    |                             |
| Zhou Enlai    | Dezember 1925–Juli 1928       |                             |
| Yang Yin      | Juli 1928–August 1929         |                             |
| Zhou Enlai    | September 1929–November 1931  |                             |
| Zhu De        | November 1931–Dezember 1936   |                             |
| Mao Zedong    | Dezember 1936–September 1949  |                             |
| Mao Zedong    |                               | Oktober 1949–September 1954 |
| Mao Zedong    | September 1954–September 1976 |                             |
| Hua Guofeng   | Oktober 1976–Juni 1981        |                             |
| Deng Xiaoping | Juni 1981–November 1989       | Juni 1983–April 1990        |
| Jiang Zemin   | November 1989–September 2004  | April 1990–März 2005        |
| Hu Jintao     | September 2004–November 2012  | März 2005–März 2013         |
| Xi Jinping    | seit November 2012            | seit März 2013              |